# 马尔蒂宰
马尔蒂宰（法語：Martizay，法語發音：[maʁtizɛ] ⓘ）是法国安德尔省的一个市镇，位于该省西部，属于勒布朗区。

## 地理
马尔蒂宰（46°48'26"N, 1°2'35"E）面积39 平方千米，位于法国中央-卢瓦尔河谷大区安德尔省，该省份为法国中部省份，北起卢瓦-谢尔省，西北接安德尔-卢瓦尔省，西南接维埃纳省，南至克勒兹省和上维埃纳省，东临谢尔省。
与马尔蒂宰接壤的市镇（或旧市镇、城区）包括：阿宰勒费龙、兰热、吕勒伊、布雷讷地区圣米歇尔、克莱斯河畔博赛。

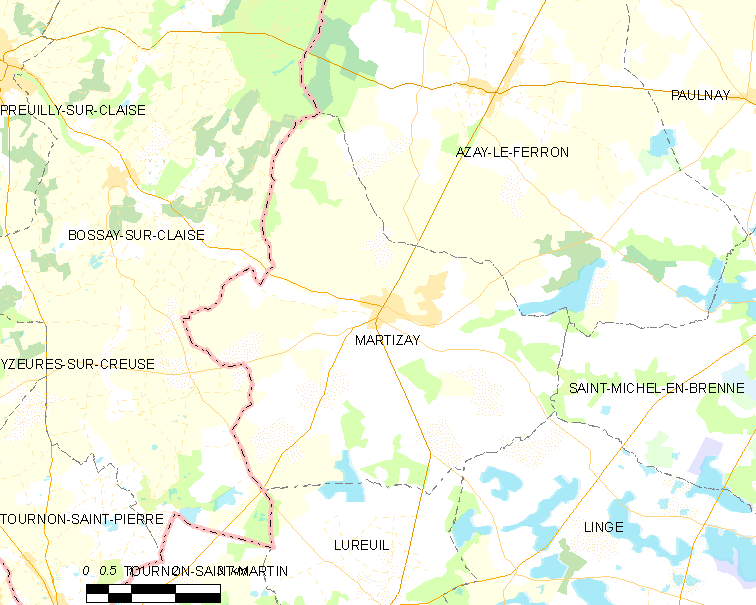
马尔蒂宰的OSM定位图

马尔蒂宰的时区为UTC+01:00、UTC+02:00（夏令时）。

## 行政
马尔蒂宰的邮政编码为36220，INSEE市镇编码为36113。

## 政治
马尔蒂宰所属的省级选区为勒布朗县。

## 人口

1962-2008年间马尔蒂宰人口变化图示

马尔蒂宰于2022年1月1日时的人口数量为950人。